# Валерий Леонтиев
Валерий Яковлевич Леонтиев (на руски: Валерий Яковлевич Леонтьев; роден 19 март 1949) e руски поп певец и актьор, народен артист на Руската федерация.
Валерий Леонтиев роден в с. Уст Уса, Република Коми, СССР. Неговите песни са станали класика в Съветския съюз. Той е пял и в САЩ, Европа, Азия и Австралия.
Национална награда – в списъка на 20-те най-известни личности в Русия.

## Дискография

### Студийни албуми
- 1983 – Муза
- 1984 – Диалог
- 1984 – Премьера
- 1986 – Дискоклуб 16(Б
- 1986 – Бархатный сезон
- 1987 – Valeri Leontjev
- 1988 – Я — просто певец
- 1990 – Дело вкуса
- 1990 – Грешный путь
- 1993 – Ночь
- 1993 – Полнолуние
- 1994 – У ворот Господних
- 1995 – По дороге в Голливуд
- 1998 – Санта-Барбара
- 1999 – Канатный плясун
- 1999 – Каждый хочет любить
- 2001 – Августин
- 2002 – Птица в клетке
- 2003 – Кленовый лист
- 2004 – Ночной звонок
- 2005 – Падаю в небеса…
- 2009 – Годы странствий
- 2011 – Художник
- 2014 – Любовь-капкан
- 2017 – Это любовь

### Други албуми
- 1992 – Там, В Сентябре (The Best Of Leontiev)
- 1993 – Последний вечер
- 1994 – Прикоснись
- 2014 – Виновник
- 2014 – Маргарита

## Турнета и самостоятелни концерти
Самостоятелни концерти
- 1983 г. – „Я просто певец“
- 1984 г. – „Бегу по жизни“
- 1985 г. – „Наедине со всеми“
- 1986 г. – „Звёздный сюжет“
- 1987 г. – „Избранное“
- 1989 г. – „Дело вкуса“
- 1988-1989 г. – „Дело вкуса“
- 1990 г. – „Мне кажется, что я ещё не жил“
- 1993 г. – „Полнолуние“
- 1994 г. – „Красавица и Казанова“
- 1996 г. – „По дороге в Голливуд“
- 1999 г. – „Фотограф сновидений“
- 2001 г. – „Безымянная планета“
- 2005 г. – „Валерий Леонтьев представляет…“
- 2009-2010 г. – „Люблю, скучаю, жду“
- 2011 г. – „Лучший навсегда!“

Самостоятелно турне
- 1988-1989 г. – „Дело вкуса“
- 1990 г. – „Мне кажется, что я ещё не жил“
- 1993 г. – „Полнолуние“
- 1994 г. – „Красавица и Казанова“
- 1996 г. – „По дороге в Голливуд“
- 1999 г. – „Фотограф сновидений“
- 2001 г. – „Безымянная планета“
- 2003 г. – „Шестая жизнь“
- 2005 г. – „Валерий Леонтьев представляет…“
- 2009-2010 г. – „Люблю, скучаю, жду“
- 2011 г. – „Лучший навсегда!“
- 2011-2012 г. – „По многочисленным просьбам…“

Концерти зад граница: Индия, САЩ, Израел, Беларус, Украйна, Германия, Канада и др.